# Khánh Phú, Yên Khánh
Khánh Phú là một xã thuộc huyện Yên Khánh, tỉnh Ninh Bình, Việt Nam.

## Địa lý
Xã Khánh Phú nằm ở phía bắc huyện Yên Khánh, cách trung tâm thành phố Ninh Bình 5 km, có vị trí địa lý:
- Phía đông, bắc, nam giáp sông Đáy
- Phía tây giáp xã Khánh Hòa và xã Khánh An.

Xã Khánh Phú có diện tích 5,92 km², dân số năm 2019 là 6.658 người, mật độ dân số đạt 1.125 người/km².

## Hành chính
Xã Khánh Phú được chia thành 8 thôn: Phú An, Phú Long, Phú Tân, Phú Hải, Phú Hào, Phú Cường, Phú Bình, Phú Sơn.

## Lịch sử
Ngày 27 tháng 4 năm 1977, Hội đồng chính phủ ban hành Quyết định 125-CP về việc sáp nhập xã Khánh Phú thuộc huyện Yên Khánh mới giải thể vào huyện Yên Mô thành lập huyện Tam Điệp.
Ngày 4 tháng 7 năm 1994, Chính phủ ban hành Nghị định số 59-CP về việc chuyển xã Khánh Phú thuộc huyện Tam Điệp về huyện Yên Khánh mới tái lập quản lý.

## Kinh tế
Xã Khánh Phú nằm trên quốc lộ 10 và bên sông Đáy, có cảng Ninh Phúc là cảng đầu mối của khu vực và khu công nghiệp Khánh Phú. Xã có nền kinh tế phát triển nhất huyện Yên Khánh, ngang tầm với thị trấn Yên Ninh.
Khu công nghiệp Khánh Phú  (thuộc xã Ninh Phúc, thành phố Ninh Bình và xã Khánh Phú, huyện Yên Khánh). Tổng diện tích đất phát triển 334 ha (giai đoạn I: 171,16ha, giai đoạn II: 168ha), trong đó đất xây dựng nhà máy là 231,54ha. Dự kiến các loại hình sản xuất chủ yếu: Đạm 56 vạn tấn/năm, than (sàng tuyển) 300.000/năm; Bốc hàng hoá 1,1 tr tấn/năm; Đóng, sửa chữa tàu thuyền.
Chợ Vệ - Thôn Phú Tân - Xã Khánh Phú là một trong 8 chợ ở Yên Khánh trong danh sách các chợ loại 1, 2, 3 ở Ninh Bình. Chợ Vệ là chợ loại 2, sau chợ Rồng là chợ lớn nhất ở Ninh Bình.
Hợp tác xã nông nghiệp Khánh Phú đã được công nhận Anh hùng lao động ở Ninh Bình.

## Văn hóa

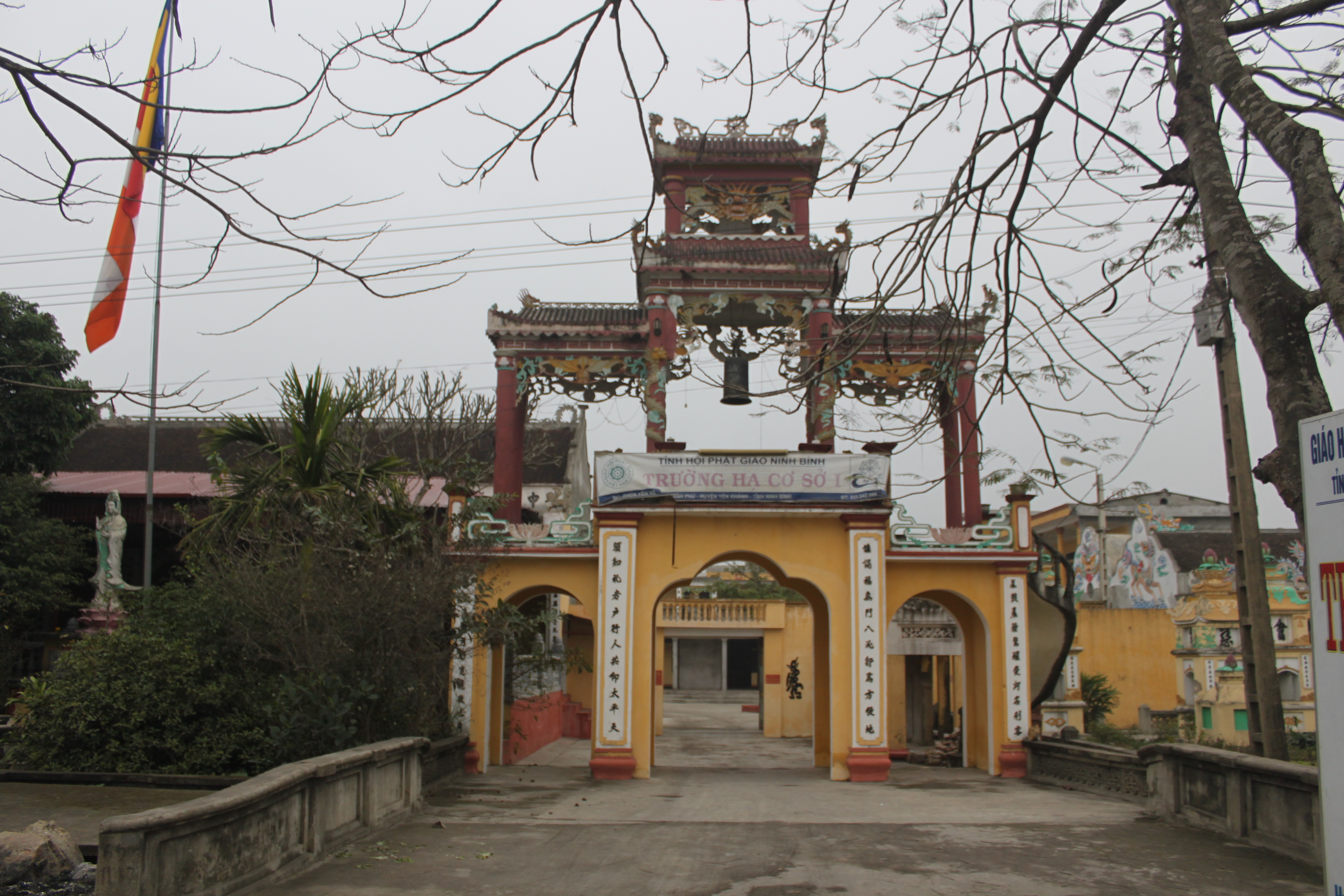
Chùa Phúc Long ở xã Khánh Phú

Xã Khánh Phú có quần thể di tích Đền Thượng - Chùa Phúc Long được công nhận là di tích quốc gia.
Bản Tự phả chùa cổ Đông Hải, do Minh Tuệ thiền sư trụ trì chùa chép năm Canh Tý (1840), cũng theo Ngọc phả thời Lê do Quản giám bách thần Nguyễn Bính soạn năm Hồng Phúc (1557) ghi rằng: Chùa này có từ thời Đinh - Tiền Lê, gần biển nên gọi là chùa Đông Hải. Thời trẻ Đào Cam Mộc từng tu học, giỏi võ, thông văn được sư tổ cho đi tìm minh quân, sau đó ông vào Hoa Lư làm quan cho nhà Tiền Lê, nhà Lý. Tháng 6-1010, Lý Thái Tổ phong Đào Cam Mộc chức Thiên Đô tiên phong tướng quân chỉ huy cuộc dời đô, tại đây triều đình làm Lễ tế cáo trời đất, xuất quân nên từ đó đổi tên là chùa Thiên Đô.
Lễ hội làng Yên Vệ hàng năm là một lễ hội nổi tiếng ở Ninh Bình. Lễ hội được tổ chức vào ngày mồng 4 tháng giêng tại Đền Thượng suy tôn Tam thánh tổ gồm các thiền sư Minh Không, Giác Hải và Từ Đạo Hạnh. Sau phần lễ có thi đấu vật.